# Who (음반)
| 전문가 평가          | 전문가 평가 |
| 총 점수              | 총 점수     |
| 출처                 | 점수        |
| -------------------- | ----------- |
| 메타크리틱           | 79/100      |
| 평가 점수            |             |
| 출처                 | 점수        |
| AllMusic             | [ 6 ]       |
| Consequence of Sound | B−          |
| The Guardian         | [ 8 ]       |
| The Independent      | [ 9 ]       |
| NME                  | [ 10 ]      |
| Rolling Stone        | [ 11 ]      |
| The Telegraph        | [ 12 ]      |
| Tom Hull             | B           |
| Variety              | (favorable) |

《Who》(때로는 《WHO》로 표기하기도 함)는 2019년 12월 6일에 발매된 영국의 록 밴드 더 후의 열두 번째 스튜디오 음반이다. 타운젠드에 따르면 이 밴드의 13년 만의 새 스튜디오 음반이자 보컬리스트 로저 돌트리와 기타리스트 피트 타운젠드의 듀오로 구성된 두 번째 전체 음반은 발라드, 록 음악, 전자 실험 및 "거의 클래식 후" 노래로 구성되어 있다.
싱글 〈Ball and Chain〉을 포함한 3개의 싱글에 의해 홍보되었고, 《Who》는 상업적인 성공을 거두었으며, 영국 음반 차트에서 3위, 미국 빌보드 200에서 2위에 올랐다. 이 음반은 또한 음악 평론가들로부터 긍정적인 평가를 받았다. 더 후는 그들의 Moving On! Tour로 그 음반을 지지했다.

## 녹음 및 발매
2019년 1월, 더 후는 타운젠드가 말한 대로 "다크 발라드, 헤비 록 음악, 실험적인 일렉트로니카, 샘플링된 음악, 그리고 양아당을 가는 기타로 시작하는 더 후 선곡"을 수록할 그들의 13년 만의 새로운 음반 (2006년 스튜디오 음반 《Endless Wire》 이후)을 작업하고 있다고 확인했다. 이전 더 후 음반들과 마찬가지로 보컬 로저 돌트리와 기타리스트 피트 타운젠드는 《Who》의 그들의 부분을 따로 녹음했다.
2019년 9월 13일 첫 번째 싱글로 발매된 〈Ball and Chain〉은 피트 타운젠드의 솔로곡 〈Guantanamo〉를 재녹음한 곡으로, 2015년 컴필레이션 《Truancy: The Very Best of Pete Townshend》에 의해 발매되었다. 두 번째 곡인 〈All This Music Must Fade〉는 2019년 10월 3일 싱글로 발매되었고, 세 번째 곡인 〈I Don't Wanna Get Wise〉는 2019년 11월 스포티파이와 아이튠즈를 통해 발매되었다.
이 음반은 Moving On! Tour의 지원을 받았다. 디럭스 에디션 보너스 트랙 중 하나인 〈Got Nothing to Prove〉는 1966년 데모로 처음 녹음되었지만, 가사의 감정적 공명 부족으로 결국 그들의 매니저이자 프로듀서인 키트 램버트에 의해 폐기되었다. 1966년의 또 다른 초기 데모인 〈Sand〉는 보너스 트랙으로 음반의 일본판에 포함되어 있다. 〈Got Nothing to Prove〉는 나중에 지미 제임스 앤 더 배가본즈 (1965년 마키 클럽 공연에서 후를 지지한)에게 제공되었지만 역시 거절했다.
이 음반은 2019년 12월 21일까지 한 주 동안 미국 빌보드 200 음반 차트에서 2위로 데뷔했다.
2020년 10월 30일, 더 후는 피트 타운젠드가 새롭게 리믹스한 〈Beads on One String〉의 업데이트 버전과 2020년 단 두 번의 라이브 쇼의 보너스 어쿠스틱 트랙이 포함된 새로운 디럭스 에디션을 출시했다. 《Who》의 디럭스 버전의 추가 곡들은 리즈 대학교에서 라이브 음반 《Live At Leeds》를 만든 밴드의 세미나 쇼 이후 정확히 50년이 지난 2020년 발렌타인 데이 킹스턴어폰템스에서 녹음되었다.

## 커버 아트
이 음반 커버는 팝 아티스트 피터 블레이크가 디자인했으며, 그의 작품에는 밴드의 《Face Dances》, 비틀즈의 《Sgt. Pepper's Lonely Hearts Club Band》 음반 커버가 포함되어 있다. 25개의 정사각형, 22개의 정사각형으로 구성된 패치워크로, 음반 커버의 중앙에 "WHO"라는 단어를 형성하는 3개의 정사각형 주위에 배치된 서로 다른 색상의 이미지를 보여준다. 22개의 사각형은 밴드의 영향과 그들의 경력과 문화에 대한 상징 중 일부를 묘사한다.

## 곡 목록
모든 곡들은 특별한 언급이 없는 한 피트 타운젠드에 의해 작사/작곡하였다.
| #   | 제목                         | 작사·작곡                | 재생 시간 |
| --- | ---------------------------- | ------------------------ | --------- |
| 1.  | 〈All This Music Must Fade〉 |                          | 3:20      |
| 2.  | 〈Ball and Chain〉           |                          | 4:29      |
| 3.  | 〈I Don't Wanna Get Wise〉   |                          | 3:54      |
| 4.  | 〈Detour〉                   |                          | 3:46      |
| 5.  | 〈Beads on One String〉      | P. 타운센드, 조시 훈사커 | 3:40      |
| 6.  | 〈Hero Ground Zero〉         |                          | 4:52      |
| 7.  | 〈Street Song〉              |                          | 4:47      |
| 8.  | 〈I'll Be Back〉             |                          | 5:01      |
| 9.  | 〈Break the News〉           | 사이먼 타운젠드          | 4:30      |
| 10. | 〈Rockin' in Rage〉          |                          | 4:04      |
| 11. | 〈She Rocked My World〉      |                          | 3:22      |